# Lauryn Hill

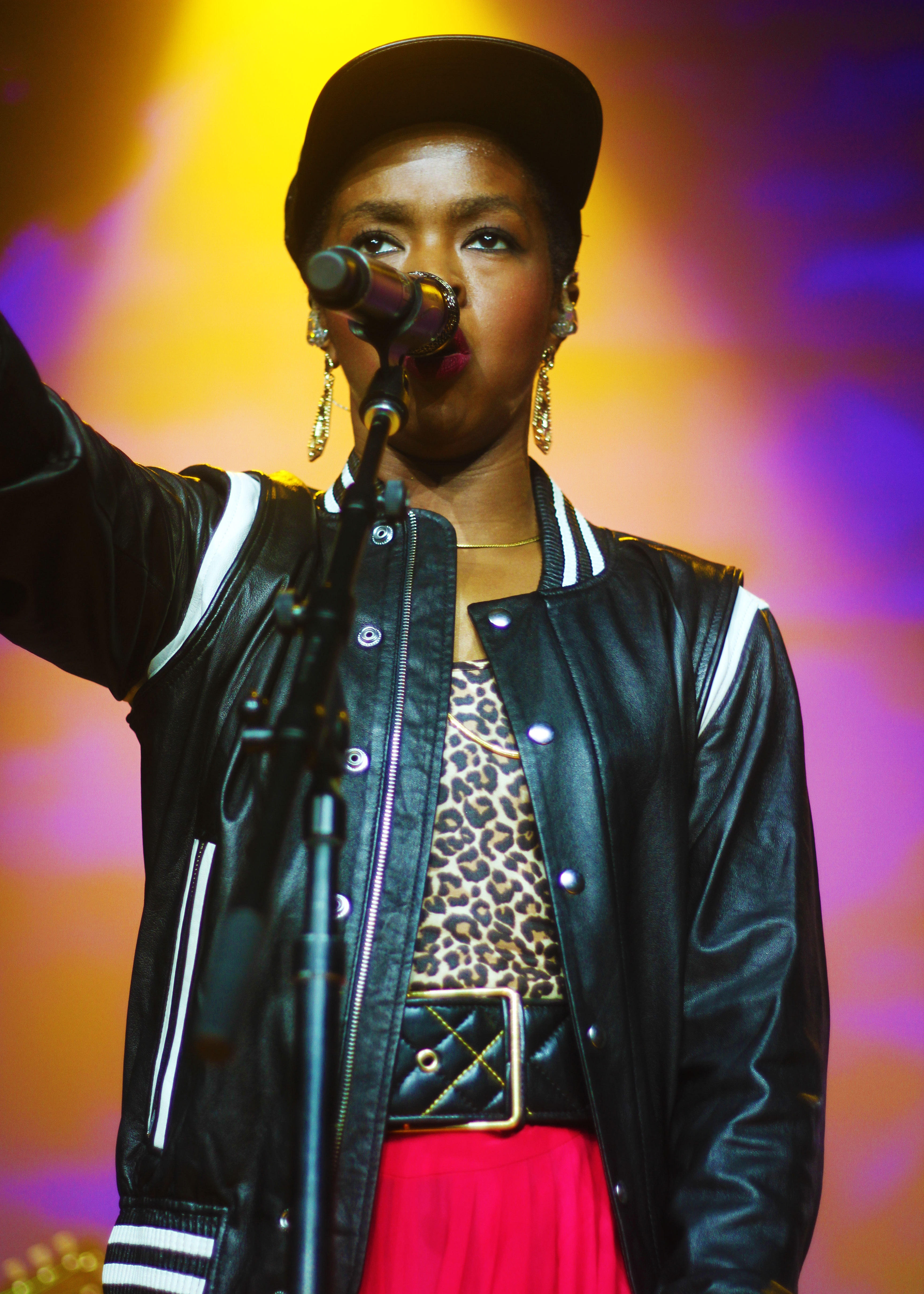
Lauryn Hill (2014)

Lauryn Hill (* 25. Mai 1975 in South Orange, New Jersey) ist eine US-amerikanische Sängerin, Rapperin, Songwriterin und Schauspielerin. Bekannt wurde sie vor allem als Lead-Sängerin der Hip-Hop-Band Fugees und als erste fünffache Grammy-Gewinnerin im Jahre 1999.

## Karriere

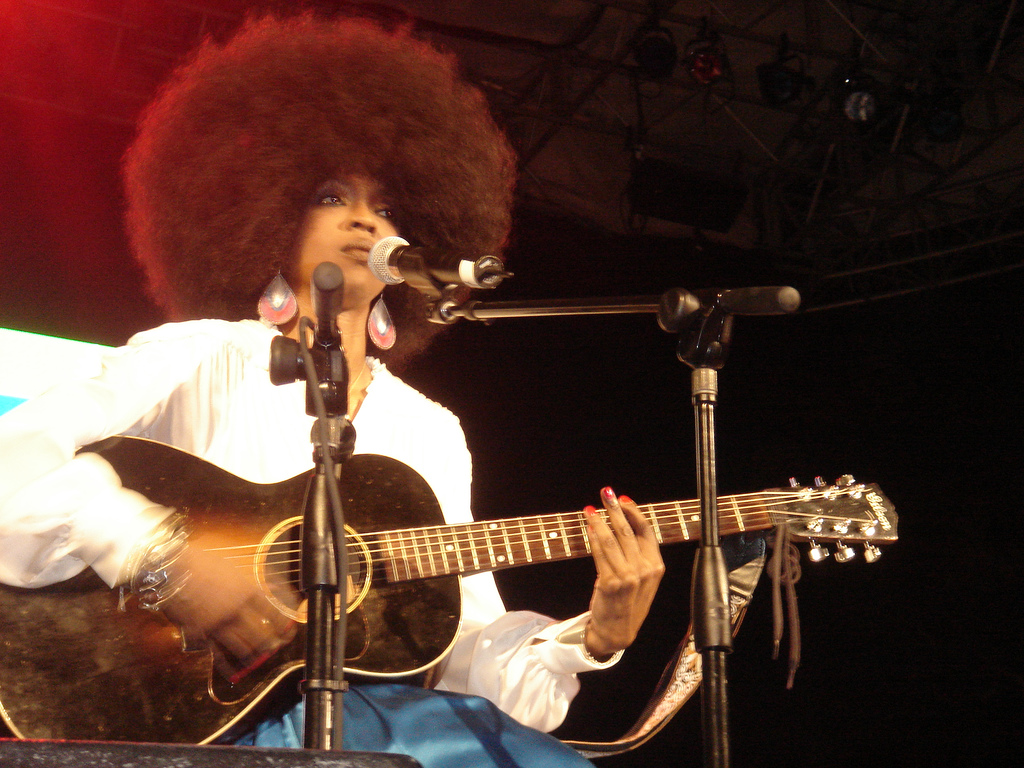
Lauryn Hill bei einem Konzert im Oktober 2005 im Central Park

Lauryn Hill gründete 1993 zusammen mit Wyclef Jean und Pras Michel die Band Fugees. Daneben betätigte sie sich als Schauspielerin (z. B. Sister Act 2 – In göttlicher Mission mit Whoopi Goldberg) und studierte an der Columbia University Geschichte. Das erste Fugees-Album Blunted on Reality war trotz hervorragender Kritiken kein kommerzieller Erfolg. Das zweite Album, The Score (1996), verkaufte sich 17 Millionen Mal und wurde mehrmals mit Platin-Schallplatten und mit zwei Grammy Awards ausgezeichnet. Das Album enthielt auch eine Coverversion von Killing Me Softly, die sich neun Wochen lang auf Platz 1 der deutschen Musik-Charts hielt. Dieser Erfolg machte alle drei Mitglieder der Fugees zu internationalen Stars.
1998 veröffentlichte Lauryn Hill ihr erstes Soloalbum, The Miseducation of Lauryn Hill, das weltweit ein großer Erfolg wurde. Es enthielt auch Doo Wop (That Thing), das als Single ausgekoppelt wurde. 1999 war sie mit The Miseducation of Lauryn Hill für elf Grammy Awards nominiert und sie gewann als erste Künstlerin in fünf Kategorien (Album of the Year, Best New Artist, Best Female R&B Vocal Performance, Best R&B Song und Best R&B Album). Der Titel des Albums ist abgeleitet von Carter G. Woodsons Buch The Miseducation Of The Negro. 1999 erhielt sie den Kora All African Music Award in der Kategorie Diaspora. 2002 erschien ein Unplugged-Album, auf dem Hill zur akustischen Gitarre und ohne Begleitmusiker mehrere neue Songs vorstellte, die nie als Studioversion erschienen. 2003 sorgte sie für Schlagzeilen, als sie vor ihrem Auftritt beim Weihnachtskonzert im Vatikan in einer Ansprache den Klerus scharf kritisierte.
2012 ging sie nach langer Pause wieder auf Tour. Die Kritiken zu einigen ihrer Auftritte, z. B. ihrem Konzert im Berliner Tempodrom kritisierten eine unausgewogene Tonabmischung vor Ort.

## Persönliches
Lauryn Hill hat fünf Kinder mit ihrem langjährigen Lebenspartner, dem ehemaligen American-Football-Spieler und jetzigen Musiker Rohan Marley, einem Sohn des verstorbenen Reggaemusikers Bob Marley. Ihr sechstes Kind hat laut Rohan Marley einen anderen Vater.
2013 wurde Lauryn Hill zu einer dreimonatigen Gefängnisstrafe wegen Steuerhinterziehung verurteilt, nachdem sie in den Jahren 2005 bis 2007 ein Einkommen in Höhe von 1,8 Millionen US-Dollar nicht versteuert hatte. Ein Gericht in Newark im Bundesstaat New Jersey ordnete zusätzlich drei Monate Hausarrest an. Hill hatte sich schuldig bekannt.

## Diskografie

### Studioalben
| Jahr | Titel                           | Höchstplatzierung, Gesamtwochen, AuszeichnungChartplatzierungen (Jahr, Titel, Platzierungen, Wochen, Auszeichnungen, Anmerkungen) | Höchstplatzierung, Gesamtwochen, AuszeichnungChartplatzierungen (Jahr, Titel, Platzierungen, Wochen, Auszeichnungen, Anmerkungen) | Höchstplatzierung, Gesamtwochen, AuszeichnungChartplatzierungen (Jahr, Titel, Platzierungen, Wochen, Auszeichnungen, Anmerkungen) | Höchstplatzierung, Gesamtwochen, AuszeichnungChartplatzierungen (Jahr, Titel, Platzierungen, Wochen, Auszeichnungen, Anmerkungen) | Höchstplatzierung, Gesamtwochen, AuszeichnungChartplatzierungen (Jahr, Titel, Platzierungen, Wochen, Auszeichnungen, Anmerkungen) | Anmerkungen                                                           |
| Jahr | Titel                           | DE | AT | CH | UK | US | Anmerkungen                                                           |
| ---- | ------------------------------- | --- | --- | --- | --- | --- | --------------------------------------------------------------------- |
| 1998 | The Miseducation of Lauryn Hill | DE9 (55 Wo.)DE | AT4 Gold · (38 Wo.)AT | CH11 Platin · (39 Wo.)CH | UK2 ×4Vierfachplatin · (87 Wo.)UK                                                                                                 | US1 Diamant · (93 Wo.)US | Erstveröffentlichung: 25. August 1998 Verkäufe weltweit: + 20.000.000 |

### Livealben
| Jahr | Titel                 | Höchstplatzierung, Gesamtwochen, AuszeichnungChartplatzierungen (Jahr, Titel, Platzierungen, Wochen, Auszeichnungen, Anmerkungen) | Höchstplatzierung, Gesamtwochen, AuszeichnungChartplatzierungen (Jahr, Titel, Platzierungen, Wochen, Auszeichnungen, Anmerkungen) | Höchstplatzierung, Gesamtwochen, AuszeichnungChartplatzierungen (Jahr, Titel, Platzierungen, Wochen, Auszeichnungen, Anmerkungen) | Höchstplatzierung, Gesamtwochen, AuszeichnungChartplatzierungen (Jahr, Titel, Platzierungen, Wochen, Auszeichnungen, Anmerkungen) | Höchstplatzierung, Gesamtwochen, AuszeichnungChartplatzierungen (Jahr, Titel, Platzierungen, Wochen, Auszeichnungen, Anmerkungen) | Anmerkungen                       |
| Jahr | Titel                 | DE | AT | CH | UK | US | Anmerkungen                       |
| ---- | --------------------- | --- | --- | --- | --- | --- | --------------------------------- |
| 2002 | MTV Unplugged No. 2.0 | DE30 (10 Wo.)DE | AT2 (17 Wo.)AT | CH3 Gold · (17 Wo.)CH | UK40 (3 Wo.)UK | US3 Platin · (14 Wo.)US | Erstveröffentlichung: 7. Mai 2002 |

### Singles als Leadmusikerin
| Jahr | Titel Album                                              | Höchstplatzierung, Gesamtwochen, AuszeichnungChartplatzierungen (Jahr, Titel, Album, Platzierungen, Wochen, Auszeichnungen, Anmerkungen) | Höchstplatzierung, Gesamtwochen, AuszeichnungChartplatzierungen (Jahr, Titel, Album, Platzierungen, Wochen, Auszeichnungen, Anmerkungen) | Höchstplatzierung, Gesamtwochen, AuszeichnungChartplatzierungen (Jahr, Titel, Album, Platzierungen, Wochen, Auszeichnungen, Anmerkungen) | Höchstplatzierung, Gesamtwochen, AuszeichnungChartplatzierungen (Jahr, Titel, Album, Platzierungen, Wochen, Auszeichnungen, Anmerkungen) | Höchstplatzierung, Gesamtwochen, AuszeichnungChartplatzierungen (Jahr, Titel, Album, Platzierungen, Wochen, Auszeichnungen, Anmerkungen) | Anmerkungen                            |
| Jahr | Titel Album                                              | DE | AT | CH | UK | US | Anmerkungen                            |
| ---- | -------------------------------------------------------- | --- | --- | --- | --- | --- | -------------------------------------- |
| 1998 | Doo Wop (That Thing) The Miseducation of Lauryn Hill     | DE17 (14 Wo.)DE | AT33 (3 Wo.)AT | CH10 (14 Wo.)CH | UK3 ×2Doppelplatin · (9 Wo.)UK | US1 Gold · (21 Wo.)US | Erstveröffentlichung: 27. Juli 1998    |
| 1998 | Ex-Factor The Miseducation of Lauryn Hill                | DE52 (4 Wo.)DE | — | CH22 (8 Wo.)CH | UK4 Platin · (14 Wo.)UK | US21 (22 Wo.)US | Erstveröffentlichung: 8. Dezember 1998 |
| 1999 | Everything Is Everything The Miseducation of Lauryn Hill | — | — | — | UK20 Silber · (9 Wo.)UK | US35 Gold · (18 Wo.)US | Erstveröffentlichung: 4. Mai 1999      |

Weitere Singles
- 1998: Nothing Even Matters
- 1998: To Zion
- 1998: Can’t Take My Eyes Off You (UK: Silber)
- 2002: Mr. Intentional
- 2007: Lose Myself
- 2010: Repercussions
- 2013: Neurotic Society (Compulsory Mix)
- 2013: Consumerism
- 2015: Feeling Good
- 2019: A Perfect Match (mit Kali Ranks)
- 2019: Guarding the Gates
- 2020: Save the Day (2020) (mit Mariah Carey)

### Singles als Gastmusikerin
| Jahr | Titel Album                                        | Höchstplatzierung, Gesamtwochen, AuszeichnungChartplatzierungen (Jahr, Titel, Album, Platzierungen, Wochen, Auszeichnungen, Anmerkungen) | Höchstplatzierung, Gesamtwochen, AuszeichnungChartplatzierungen (Jahr, Titel, Album, Platzierungen, Wochen, Auszeichnungen, Anmerkungen) | Höchstplatzierung, Gesamtwochen, AuszeichnungChartplatzierungen (Jahr, Titel, Album, Platzierungen, Wochen, Auszeichnungen, Anmerkungen) | Höchstplatzierung, Gesamtwochen, AuszeichnungChartplatzierungen (Jahr, Titel, Album, Platzierungen, Wochen, Auszeichnungen, Anmerkungen) | Höchstplatzierung, Gesamtwochen, AuszeichnungChartplatzierungen (Jahr, Titel, Album, Platzierungen, Wochen, Auszeichnungen, Anmerkungen) | Anmerkungen                                                                                  |
| Jahr | Titel Album                                        | DE | AT | CH | UK | US | Anmerkungen                                                                                  |
| ---- | -------------------------------------------------- | --- | --- | --- | --- | --- | -------------------------------------------------------------------------------------------- |
| 1996 | If I Ruled the World (Imagine That) It Was Written | DE4 Gold · (20 Wo.)DE | AT30 (11 Wo.)AT | CH7 (22 Wo.)CH | UK12 (7 Wo.)UK | US53 Platin · (20 Wo.)US | Erstveröffentlichung: 28. Mai 1996 Nas feat. Lauryn Hill                                     |
| 1997 | The Sweetest Thing Love Jones (O.S.T)              | — | — | — | UK18 (8 Wo.)UK | — | Erstveröffentlichung: 11. März 1997 mit Refugee Camp All Stars                               |
| 1997 | Guantanamera The Carnival                          | DE29 (11 Wo.)DE | — | CH19 (10 Wo.)CH | UK25 (2 Wo.)UK | — | Erstveröffentlichung: 22. April 1997 Wyclef Jean feat. Celia Cruz, Jeni Fujita & Lauryn Hill |
| 1997 | All My Time –                                      | DE87 (3 Wo.)DE | — | — | UK57 (2 Wo.)UK | — | Erstveröffentlichung: 1997 Paid & Live featuring Lauryn Hill                                 |
| 1999 | All That I Can Say Mary                            | — | — | — | UK29 (4 Wo.)UK | US44 (14 Wo.)US | Erstveröffentlichung: 9. Juli 1999 Mary J. Blige feat. Lauryn Hill                           |
| 1999 | Turn Your Lights Down Low Chant Down Babylon       | DE33 (14 Wo.)DE | AT22 (10 Wo.)AT | CH11 (16 Wo.)CH | UK15 Silber · (7 Wo.)UK | — | Erstveröffentlichung: 15. November 1999 Bob Marley feat. Lauryn Hill                         |

Weitere Gastbeiträge
- 1997: Retrospect for Life (Common feat. Lauryn Hill)
- 2006: So High (John Legend feat. Lauryn Hill)
- 2006: Say (Method Man feat. Lauryn Hill)
- 2007: Summer (Kool & the Gang feat. Lauryn Hill)
- 2019: Coming Home (Pusha T feat. Ms. Lauryn Hill)
- 2020: We Got Love (Teyana Taylor feat. Ms. Lauryn Hill)
- 2021: Nobody (Nas feat. Lauryn Hill)

### Videoalben
- 2002: MTV Unplugged No. 2.0

## Auszeichnungen für Musikverkäufe
| Silberne Schallplatte - Frankreich - 1999: für die Single Turn Your Lights Down Low Goldene Schallplatte - Dänemark - 2023: für die Single Doo Wop (That Thing) - Frankreich - 1996: für die Single If I Ruled the World (Imagine That) - 2002: für das Album MTV Unplugged No. 2.0 - Italien - 2024: für das Album The Miseducation of Lauryn Hill - Neuseeland - 2024: für die Single Nothing Even Matters - Schweden - 2000: für die Single Turn Your Lights Down Low - Spanien - 1999: für das Album The Miseducation of Lauryn Hill Platin-Schallplatte - Belgien - 2002: für das Album The Miseducation of Lauryn Hill - Frankreich - 1999: für das Album The Miseducation of Lauryn Hill - Kanada - 2002: für das Album MTV Unplugged No. 2.0 - Neuseeland - 2022: für die Single If I Ruled the World (Imagine That) - Niederlande - 1999: für das Album The Miseducation of Lauryn Hill - Norwegen - 2000: für das Album The Miseducation of Lauryn Hill - Schweden - 1999: für das Album The Miseducation of Lauryn Hill | 2× Platin-Schallplatte - Australien - 2019: für das Album The Miseducation of Lauryn Hill - 2020: für die Single Doo Wop (That Thing) - Europa - 1999: für das Album The Miseducation of Lauryn Hill - Neuseeland - 2000: für die Single Turn Your Lights Down Low - 2024: für die Single Ex-Factor 4× Platin-Schallplatte - Neuseeland - 2025: für die Single Doo Wop (That Thing) 5× Platin-Schallplatte - Neuseeland - 1999: für das Album The Miseducation of Lauryn Hill 7× Platin-Schallplatte - Kanada - 1999: für das Album The Miseducation of Lauryn Hill Diamantene Schallplatte - Japan - 1999: für das Album The Miseducation of Lauryn Hill |

Anmerkung: Auszeichnungen in Ländern aus den Charttabellen bzw. Chartboxen sind in ebendiesen zu finden.
| Land/RegionAuszeichnungen für Musikverkäufe (Land/Region, Auszeichnungen, Verkäufe, Quellen) | Silber     | Gold       | Platin       | Diamant     | Verkäufe    | Quellen                                                    |
| -------------------------------------------------------------------------------------------- | ---------- | ---------- | ------------ | ----------- | ----------- | ---------------------------------------------------------- |
| Australien (ARIA)                                                                            | —          | —          | 4× Platin4   | —           | 280.000     | aria.com.au                                                |
| Belgien (BRMA)                                                                               | —          | —          | Platin1      | —           | 50.000      | ultratop.be                                                |
| Dänemark (IFPI)                                                                              | —          | Gold1      | 4× Platin4   | —           | 125.000     | ifpi.dk                                                    |
| Deutschland (BVMI)                                                                           | —          | Gold1      | —            | —           | 250.000     | musikindustrie.de                                          |
| Europa (IFPI)                                                                                | —          | —          | 2× Platin2   | —           | (2.000.000) | ifpi.org (Memento vom 1. Januar 2014 im Internet Archive)  |
| Frankreich (SNEP)                                                                            | Silber1    | 2× Gold2   | Platin1      | —           | 650.000     | infodisc.fr                                                |
| Italien (FIMI)                                                                               | —          | Gold1      | —            | —           | 50.000      | fimi.it                                                    |
| Japan (RIAJ)                                                                                 | —          | —          | —            | Diamant1    | 1.000.000   | riaj.or.jp                                                 |
| Kanada (MC)                                                                                  | —          | —          | 8× Platin8   | —           | 800.000     | musiccanada.com                                            |
| Neuseeland (RMNZ)                                                                            | —          | Gold1      | 14× Platin14 | —           | 320.000     | aotearoamusiccharts.co.nz NZ2 NZ3                          |
| Niederlande (NVPI)                                                                           | —          | —          | Platin1      | —           | 100.000     | nvpi.nl                                                    |
| Norwegen (IFPI)                                                                              | —          | —          | Platin1      | —           | 50.000      | ifpi.no (Memento vom 5. November 2012 im Internet Archive) |
| Österreich (IFPI)                                                                            | —          | Gold1      | —            | —           | 25.000      | ifpi.at                                                    |
| Schweden (IFPI)                                                                              | —          | Gold1      | Platin1      | —           | 95.000      | sverigetopplistan.se                                       |
| Schweiz (IFPI)                                                                               | —          | Gold1      | Platin1      | —           | 75.000      | hitparade.ch                                               |
| Spanien (Promusicae)                                                                         | —          | Gold1      | —            | —           | 50.000      | elportaldemusica.es                                        |
| Vereinigte Staaten (RIAA)                                                                    | —          | 2× Gold2   | 2× Platin2   | Diamant1    | 13.000.000  | riaa.com                                                   |
| Vereinigtes Königreich (BPI)                                                                 | 3× Silber3 | —          | 7× Platin7   | —           | 3.600.000   | bpi.co.uk                                                  |
| Insgesamt                                                                                    | 4× Silber4 | 12× Gold12 | 47× Platin47 | 2× Diamant2 |             |                                                            |

## Filmografie
- 1991: Jung und Leidenschaftlich – Wie das Leben so spielt (As the World Turns, Fernsehserie)
- 1992: Here and Now (Fernsehserie, eine Folge)
- 1993: König der Murmelspieler (King of the Hill)
- 1993: Sister Act 2 – In göttlicher Mission (Sister Act 2: Back in the Habit)
- 1996: Junge Schicksale (ABC Afterschool Specials, Fernsehserie, eine Folge)
- 1997: Hav Plenty
- 1998: Restaurant
- 2005: Block Party (Dokumentation)